# Phanaeus damocles
Phanaeus damocles là một loài bọ cánh cứng trong họ Bọ hung (Scarabaeidae).